# Lars Lindh
Lars Lindh (signatur Leendets Lindh), född 1918 i Kalvträsk, död 2002 i Hägersten, var en svensk serieskapare. 
Lindh började teckna skämtteckningar tidigt och publicerades första gången vid tolv års ålder i tidningen Smålänningen. Han fortsatte samarbetet med Smålänningen in på 1960-talet och tecknade två serier för dem, Lill-Roffe och Anton. Under åren tecknade Lindh för ett stort antal tidningar, bland annat Norra Västerbotten, Cocktail och Året Runt. Sitt stora genombrott fick han med sina teckningar under signaturen Leendets Lindh i Expressen. Ett antal samlingar har getts ut med dessa teckningar. Lars Lindhs teckningar syndikerades också utomlands, och finns bland annat representerade vid museisamlingar i Schweiz och Bulgarien.
En permanentutställning med Leendets Lindh invigdes den 11 december 2007 på Solviks folkhögskola utanför Skellefteå.